# Mullard Radio Astronomy Observatory

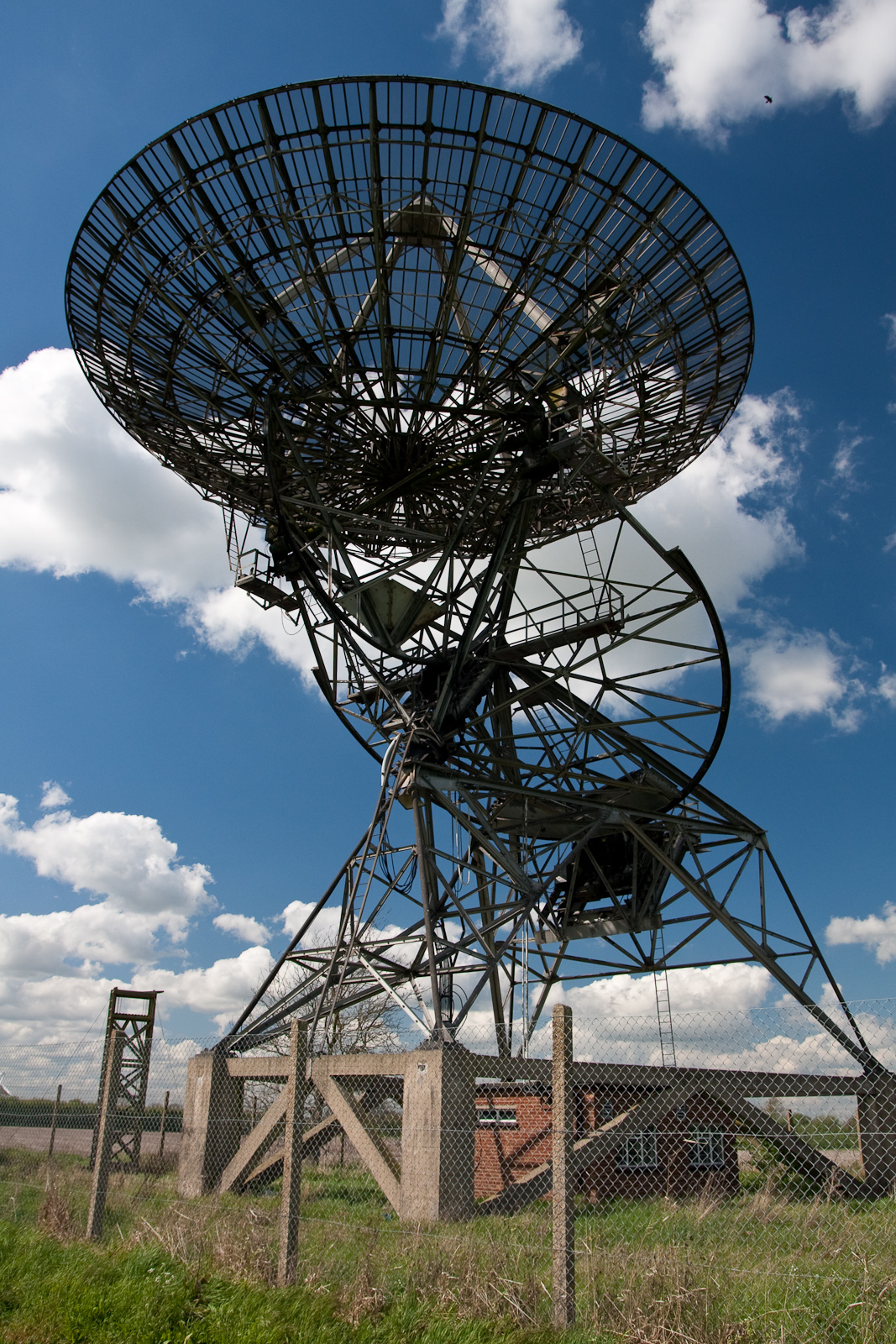
Antenne des außer Betrieb befindlichen One Mile Telescope des MRAO

Das Mullard Radio Astronomy Observatory (MRAO) ist eine Anlage von Radioteleskopen in der Nähe von Cambridge.
Es wurde 1957 vom Pionier der Radioastronomie Martin Ryle vom Cavendish Laboratory und der Cavendish Astrophysics Group gegründet. Die Forschung zur Radioastronomie begann in Cambridge schon in den 1940er Jahren und nutzte Techniken der Radarentwicklung während des Zweiten Weltkriegs. Ein wesentlicher Teil der Finanzierung (100.000 Pfund) kam – neben dem Science Research Council – von der Firma Mullard, die viele Elektronenröhren für Großbritannien im Zweiten Weltkrieg produzierten. Hier wurde am Interplanetary Scintillation Array 1967 durch Jocelyn Bell und Antony Hewish, einem Schüler von Ryle, der erste Pulsar (Neutronenstern) entdeckt.
Hier befinden sich eine Reihe großer Radioteleskope (das One Mile Telescope, das Ryle Telescope und der Arcminute Microkelvin Imager, siehe unten) und Arrays von Teleskopen mit Interferometrie. Ein weiteres Zentrum der Radioastronomie in Großbritannien ist Jodrell Bank bei Manchester.
Die Anlage ist bei der Lord’s Bridge Eisenbahnstation, die an einer ehemaligen Eisenbahnstrecke von Cambridge nach Oxford lag und Ende 1967 geschlossen wurde. In der Station wenige Kilometer westlich von Cambridge ist heute das Vorlesungs- und Besucherzentrum der Anlage. Sie liegt wenige Kilometer westlich Cambridge.
Die fast genau östlich-westlich verlaufende alte Eisenbahnlinie wurde auch für einige Teleskope genutzt (Ryle Telescope, Cambridge Low Frequency Synthesis Telescope).

## Teleskope
| Teleskop | Gründungsjahr t | Status                                    |
| --- | --------------- | ----------------------------------------- |
| Arcminute Microkelvin Imager Large Array                                                                                  | 2007            | Aktiv                                     |
| Arcminute Microkelvin Imager Small Array                                                                                  | 2004            | Aktiv                                     |
| Very Small Array (1999 nach Teneriffa verlegt)                                                                            | 1998            | Aktiv                                     |
| Cosmic Anisotropy Telescope, es machte die ersten hochauflösenden Bilder von Schwankungen des Cosmic Microwave Background | 1995            | Außer Dienst                              |
| Cambridge Optical Aperture Synthesis Telescope (COAST), Testanlage für optische Interferometrie                           | 1993            | Operiert an klaren Nächten                |
| e-MERLIN Array | 1990            | Aktiv                                     |
| Cambridge Low Frequency Synthesis Telescope (CLFST)                                                                       | 1980            | Außer Dienst                              |
| Ryle Telescope (früher 5-Kilometre Telescope)                                                                             | 1971            | Außer Dienst (für AMI LA 2006 umgerüstet) |
| Half-Mile Telescope | 1968            | Außer Dienst                              |
| Interplanetary Scintillation Array, dort wurde der erste Pulsar 1967 entdeckt                                             | 1967            | Außer Dienst                              |
| One-Mile Telescope | 1964            | Außer Dienst                              |
| 4C Array, erstes Teleskop vor Ort, für den Fourth Cambridge Survey benutzt                                                | 1958            | Außer Dienst                              |

## Bildergalerie

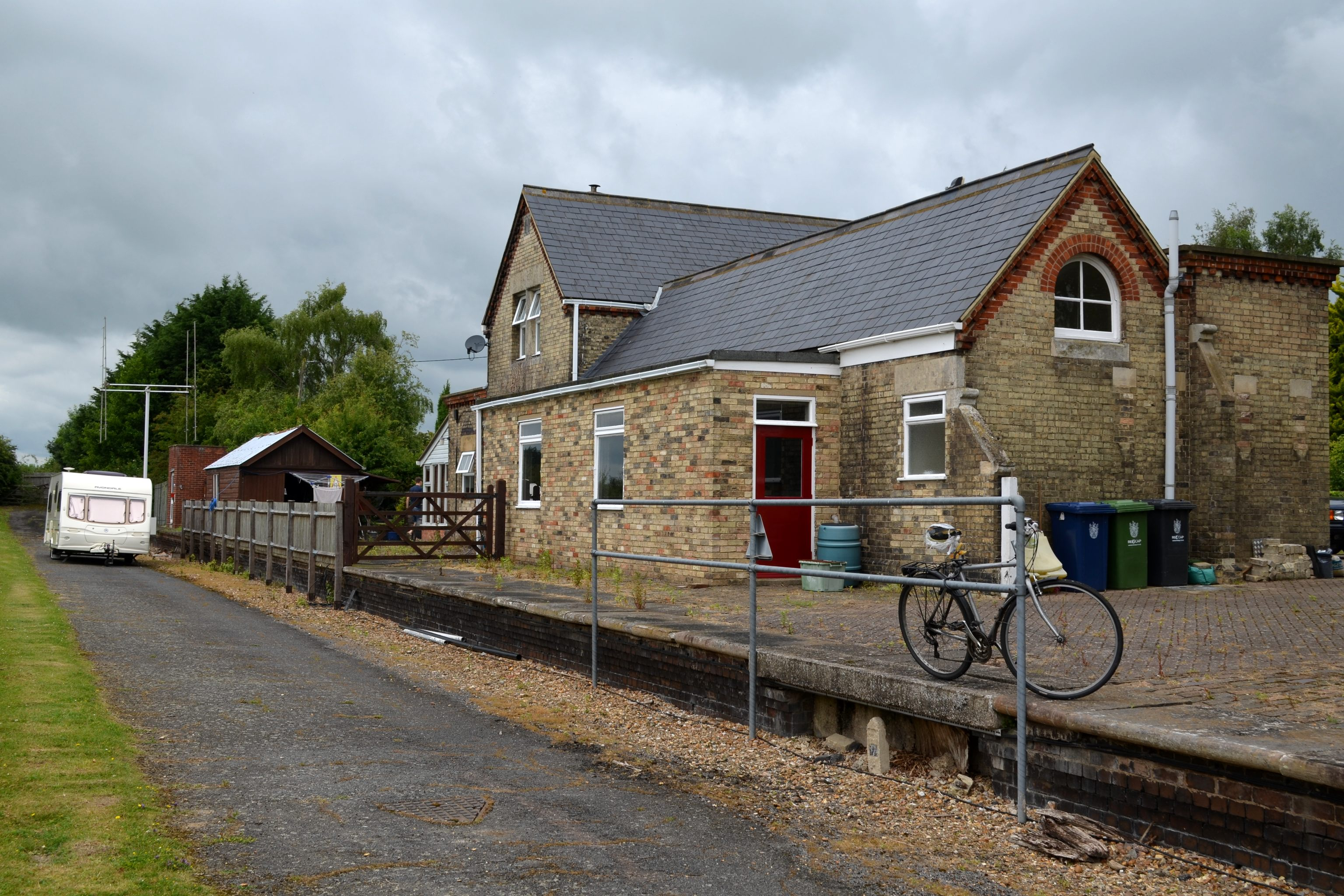
Vorlesungsräume und Ausstellungsräume in der ehemaligen Bahnstation Lord´s Bridge
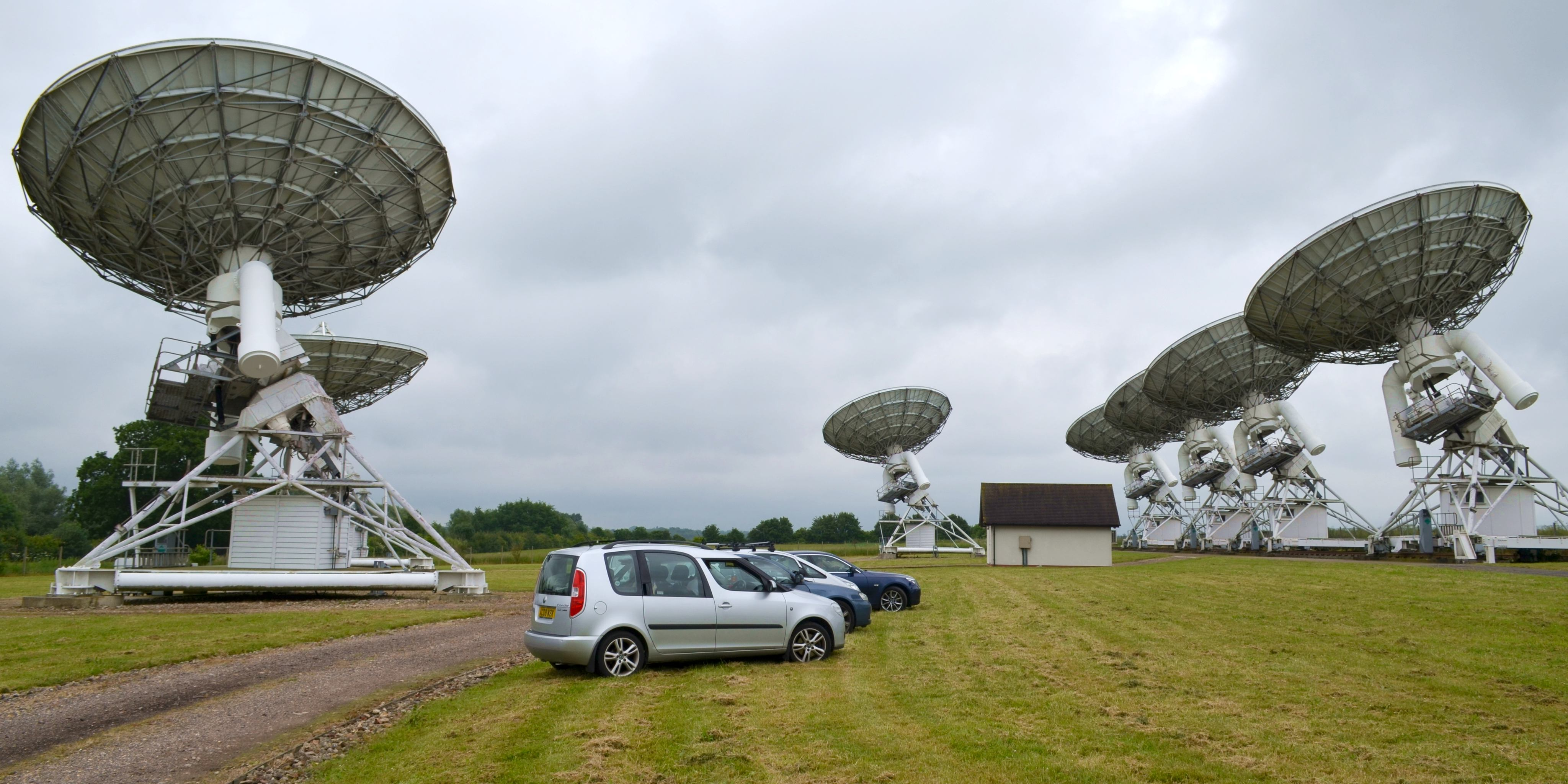
Einige Antennen des Arcminute Microkelvin Imager Large Array
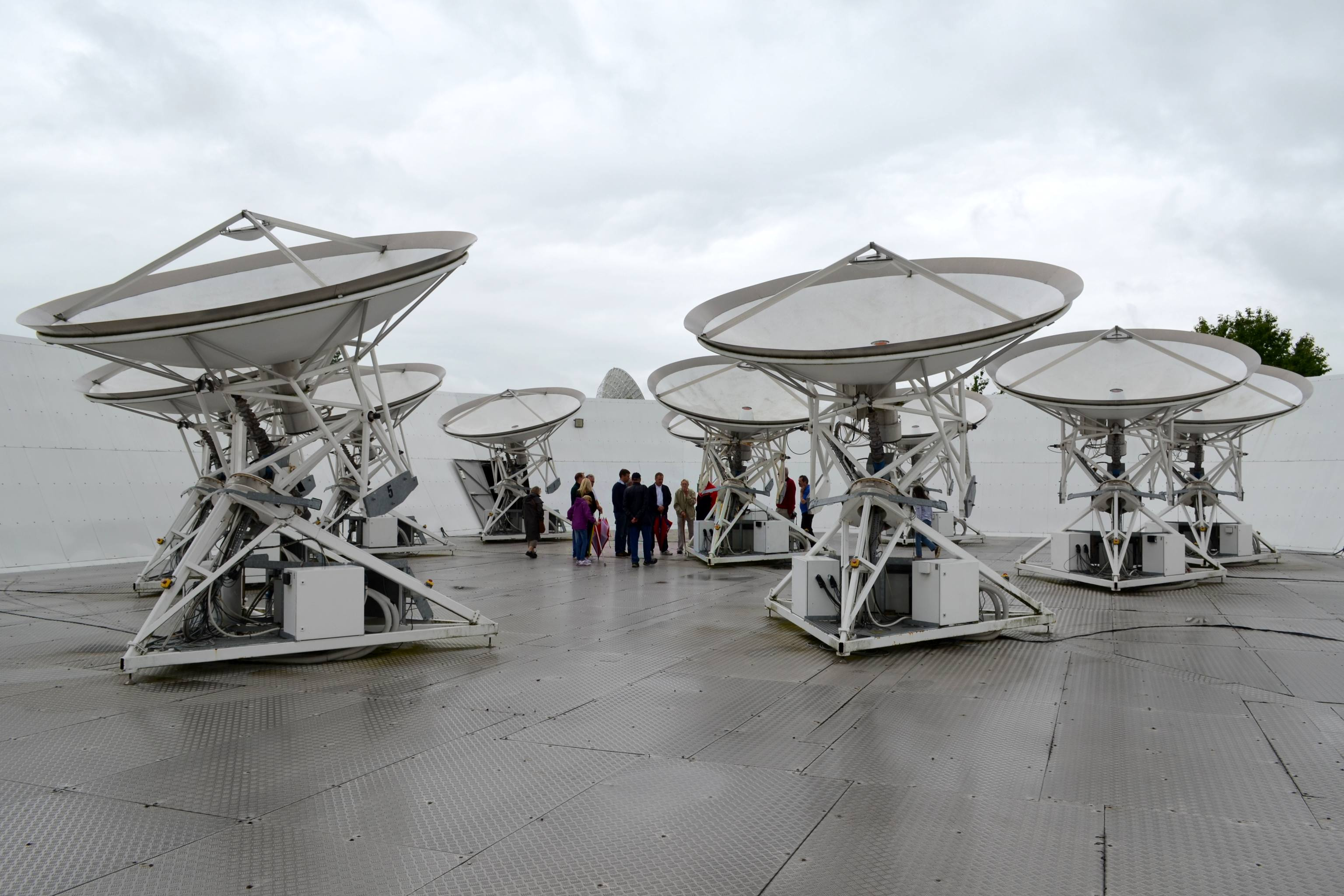
Das Arcminute Microkelvin Imager Small Array
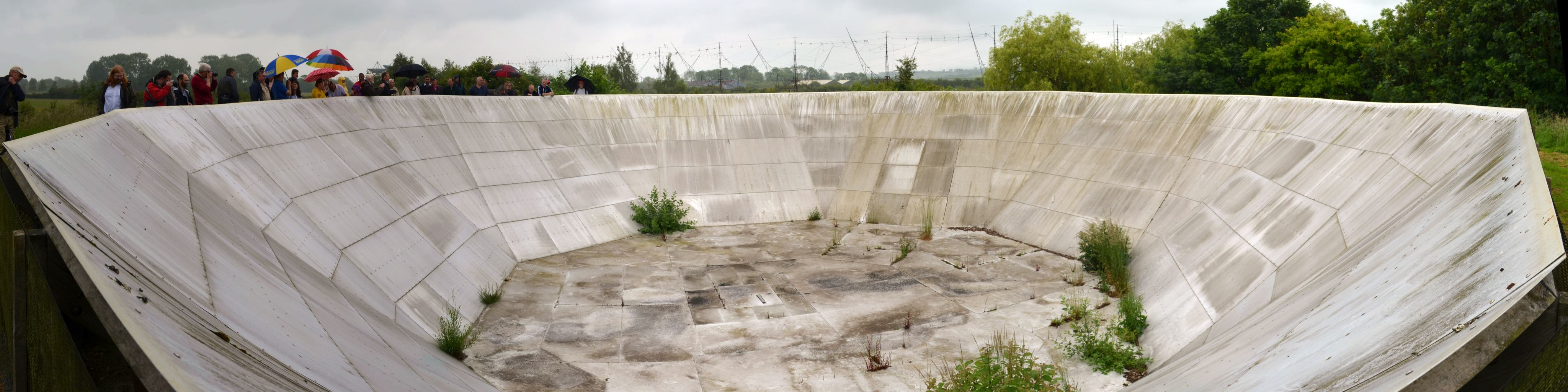
Rest des Cosmic Anisotropy Telescope
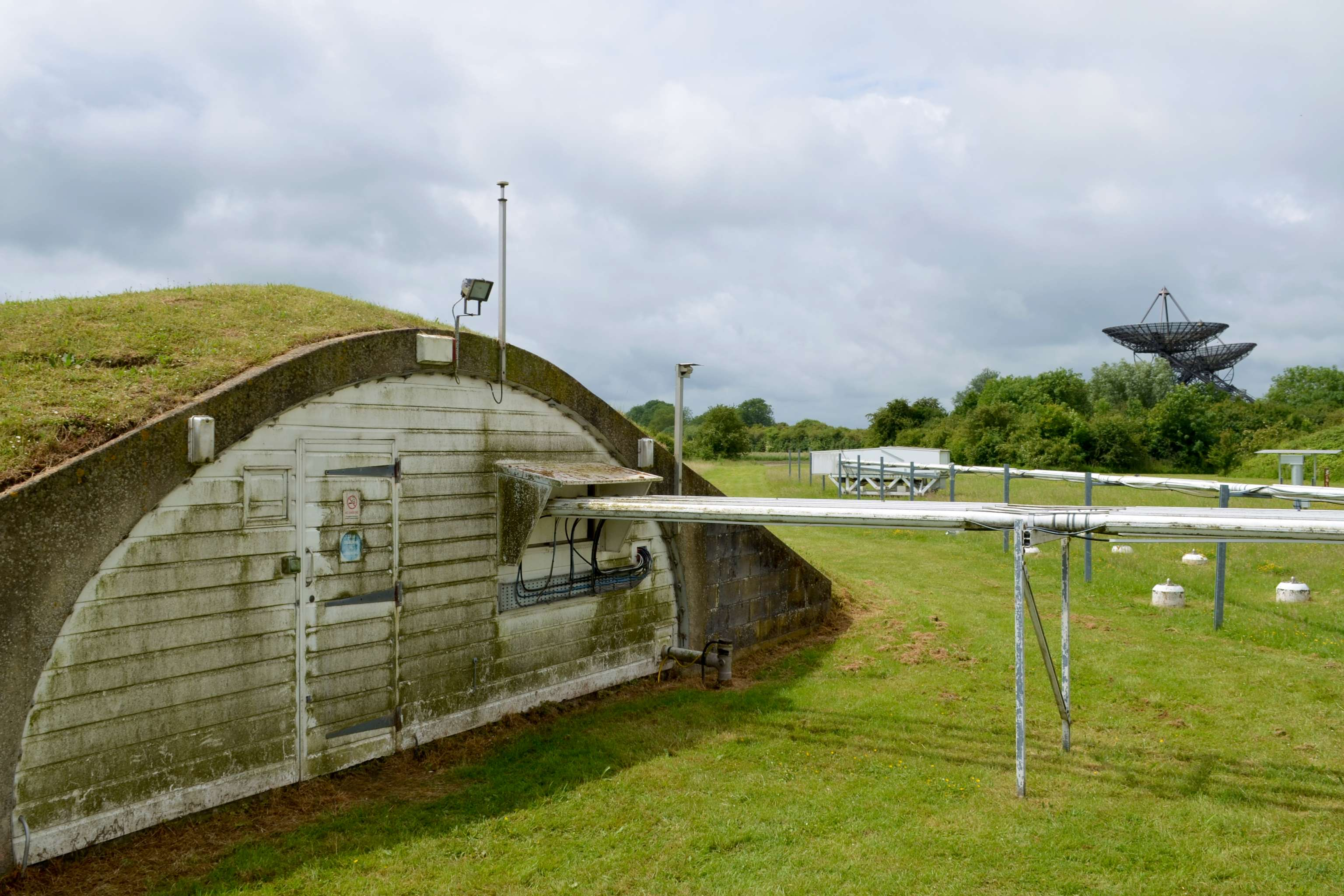
Teil des Cambridge Optical Aperture Synthesis Telescope
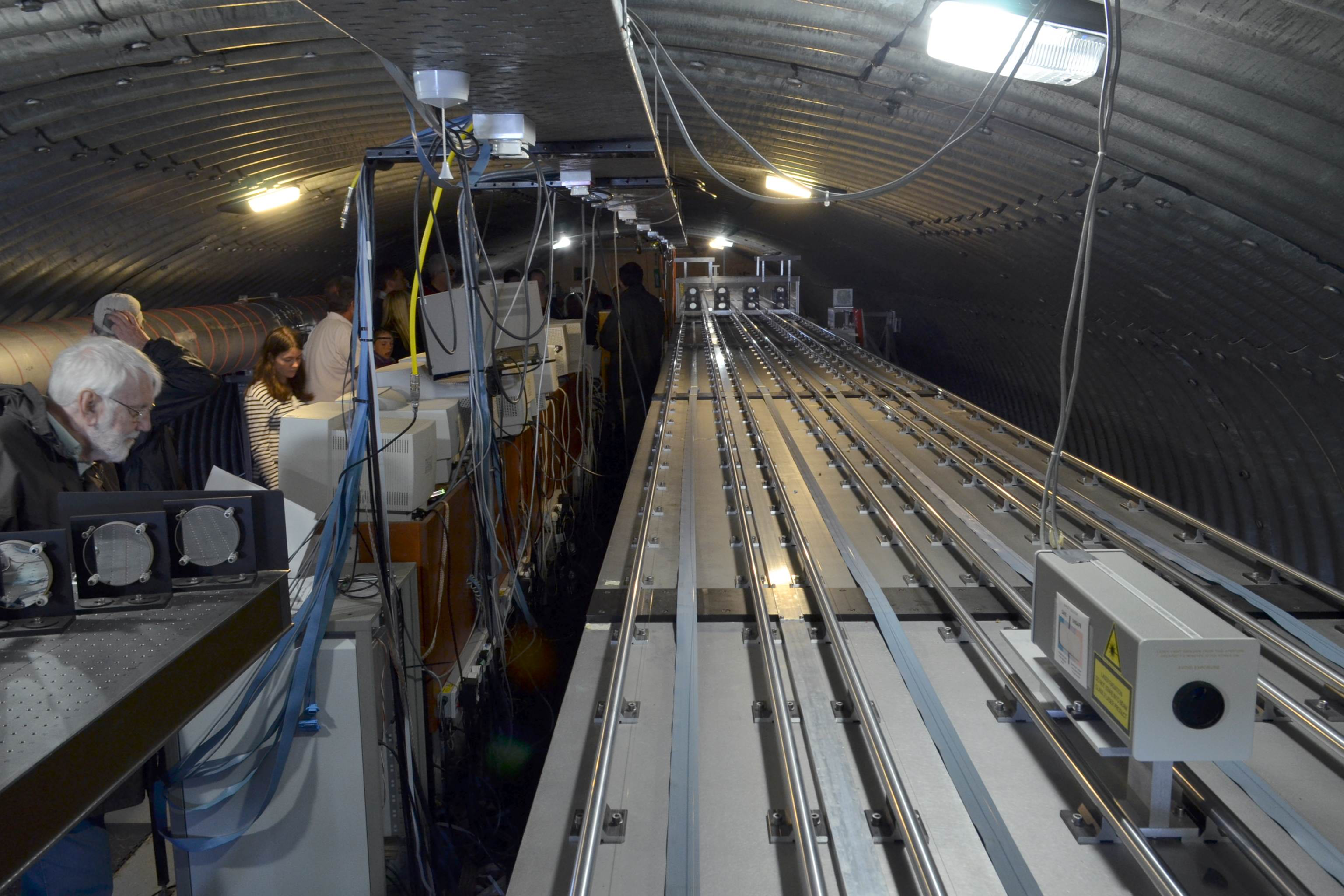
Inneres des Bunkers des Cambridge Optical Aperture Synthesis Telescope
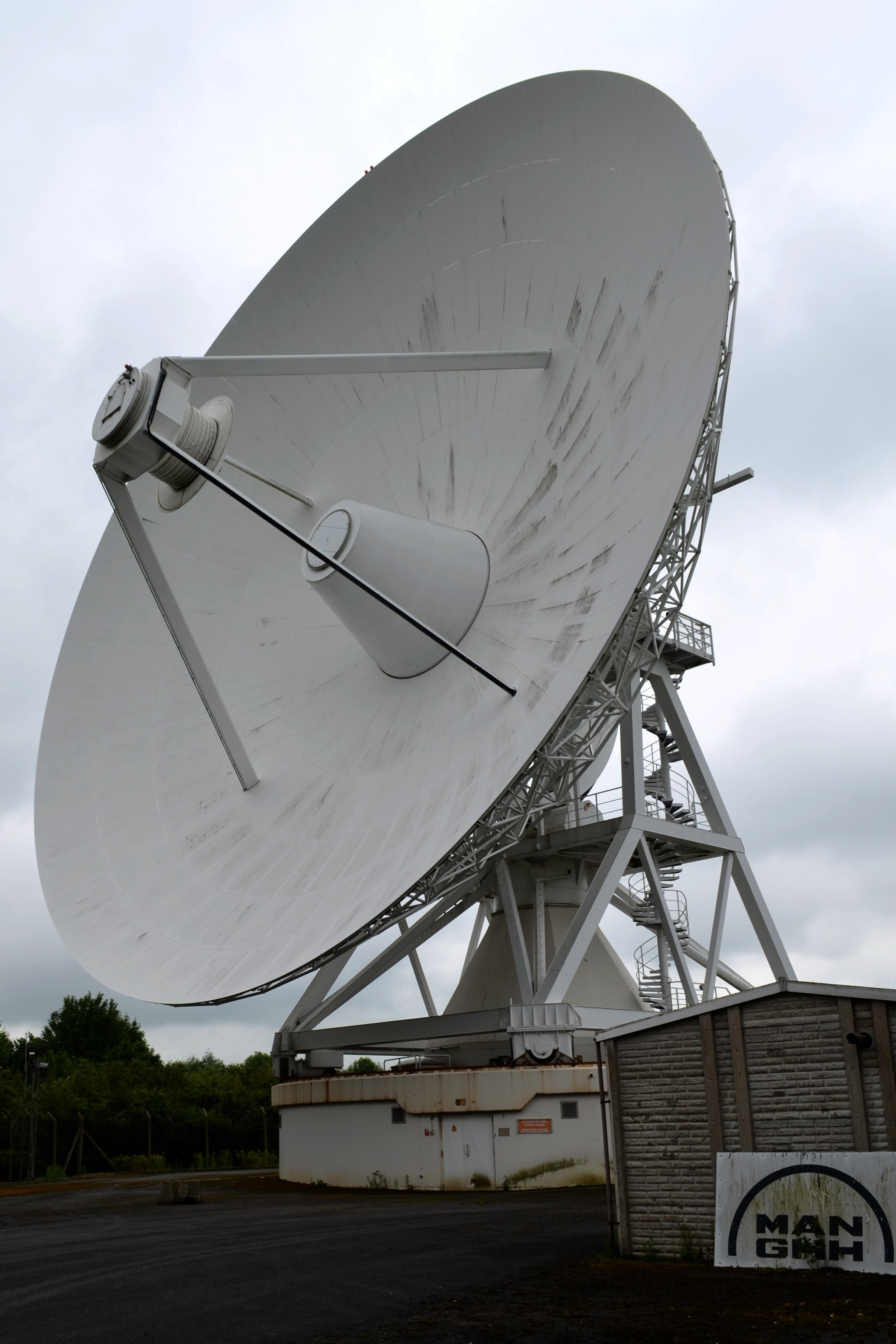
Der Empfänger des e-MERLIN array
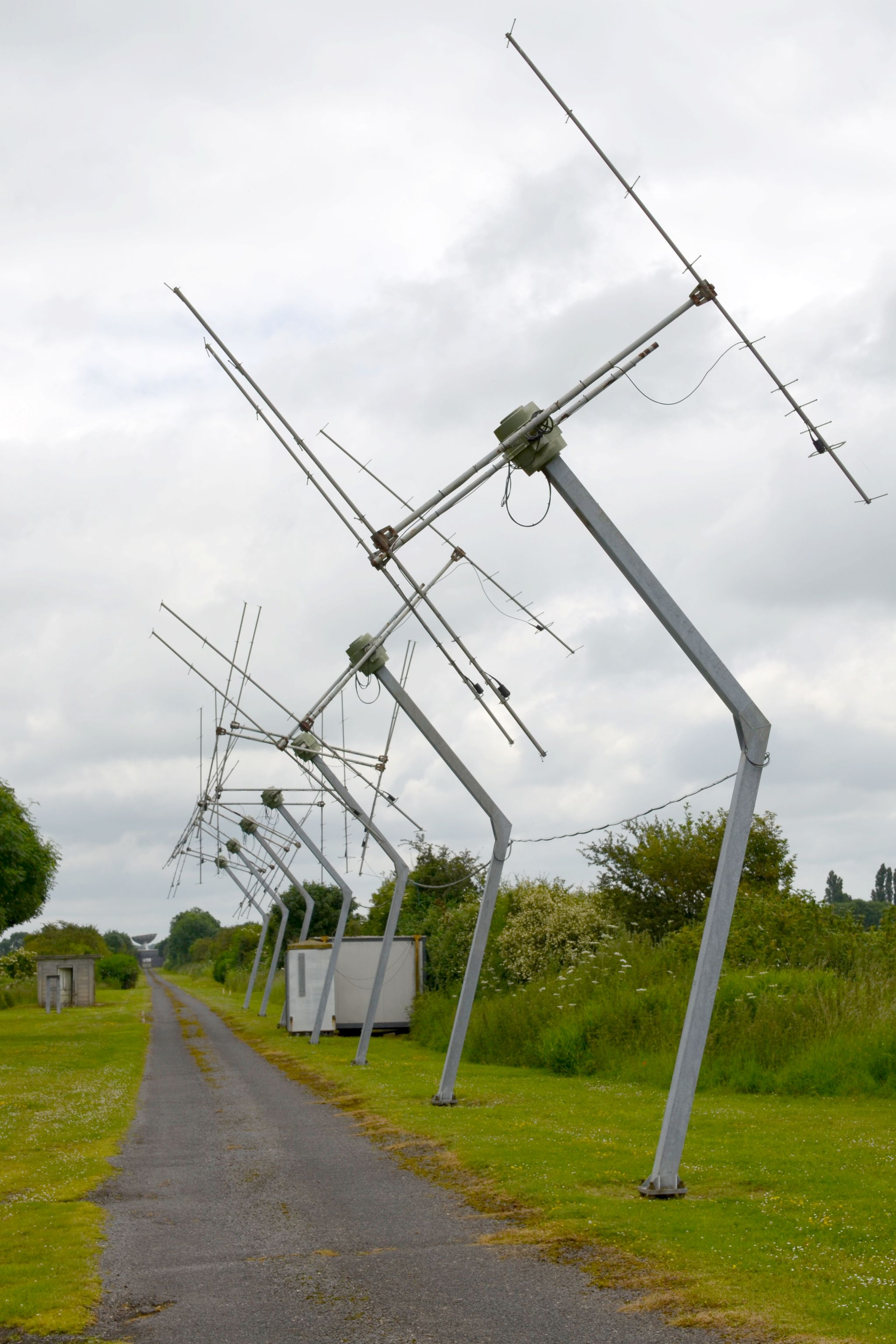
Erhaltene Yagi-Antennen des Cambridge Low Frequency Synthesis Telescope
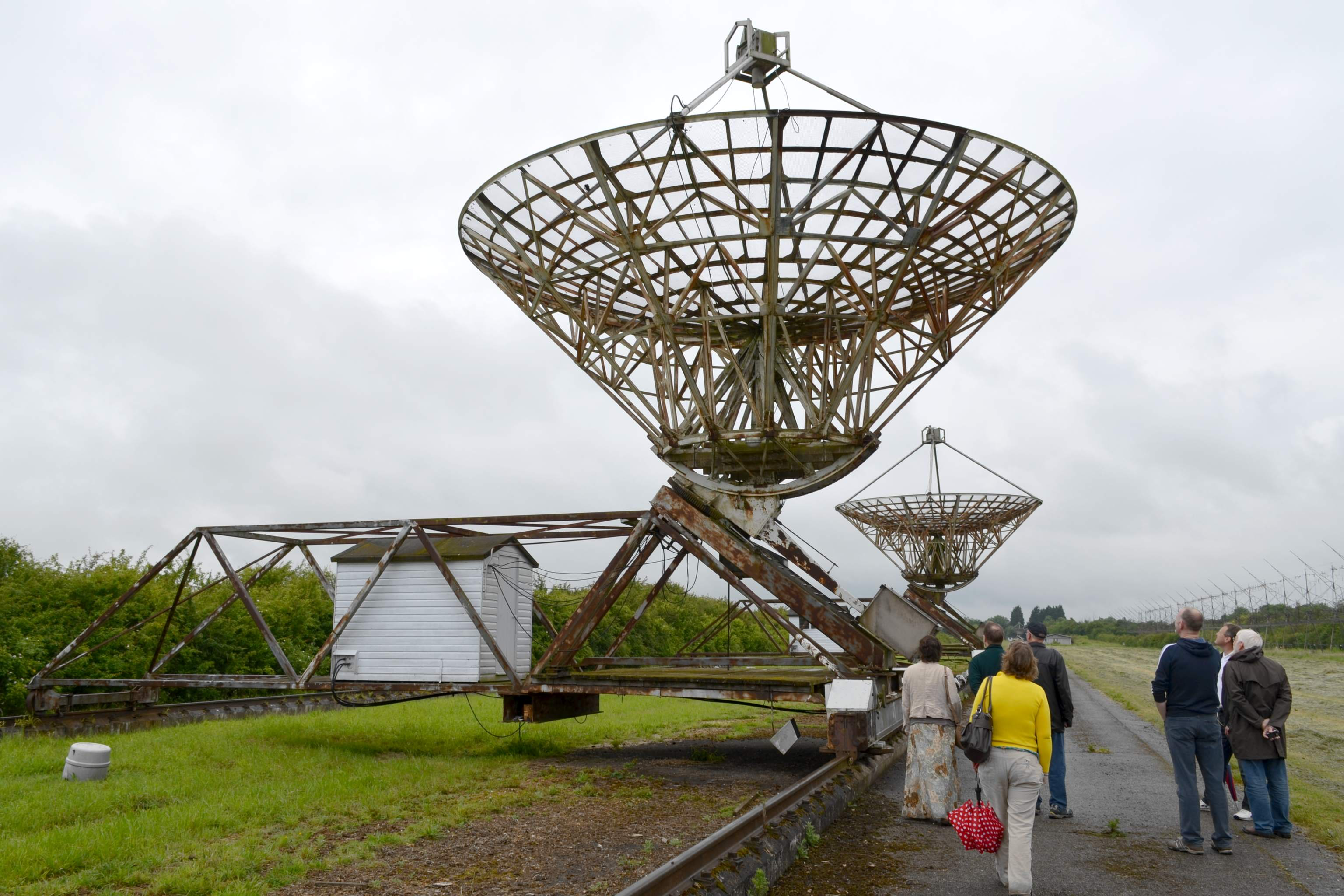
Zwei Antennen des Half-Mile Telescope
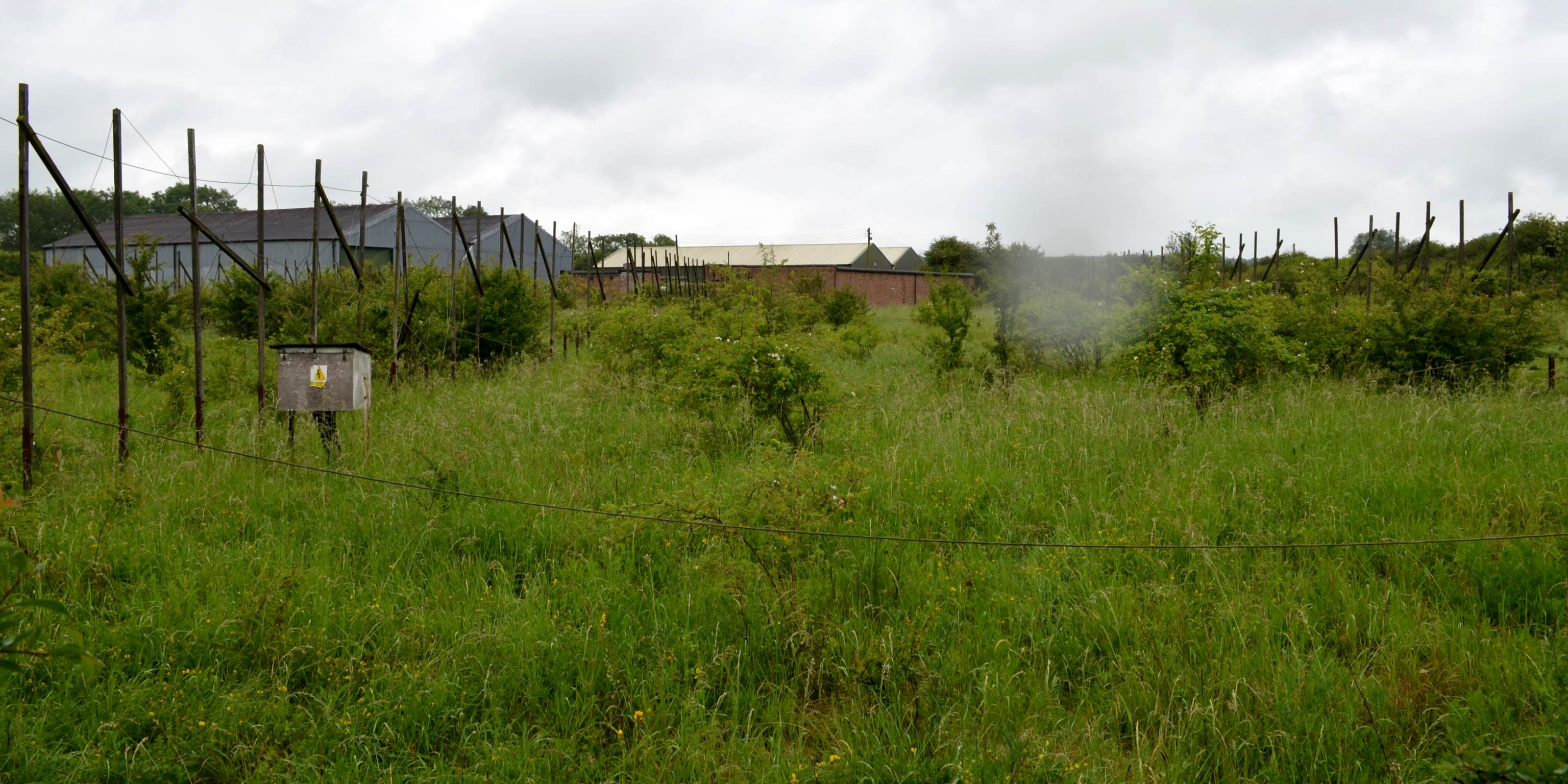
Rest des Interplanetary Scintillation Array
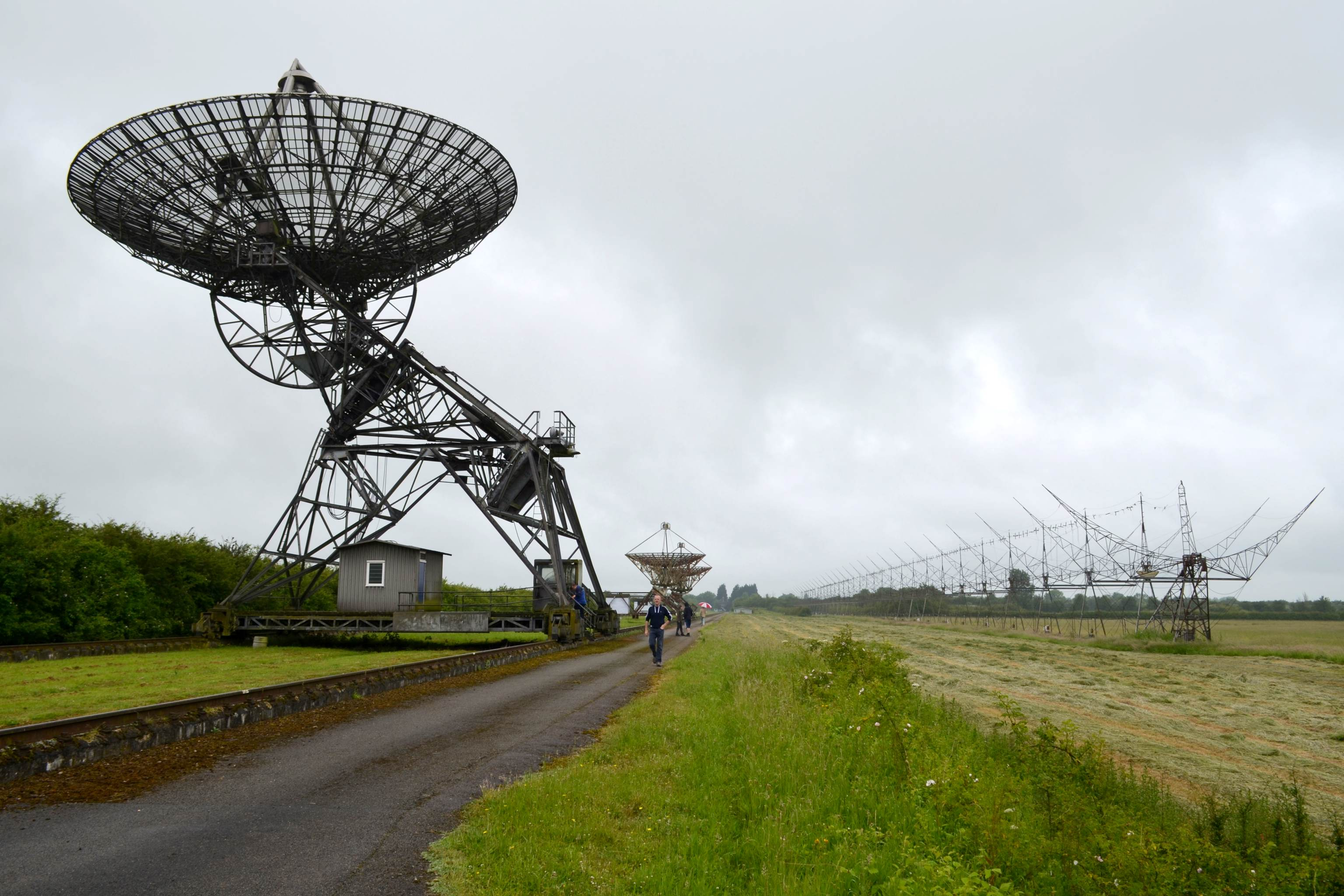
Eine Antenne des One-Mile Telescope (links), zwei Antennen des Half-Mile Telescope (Mitte) und Reste des 4C Array (rechts)
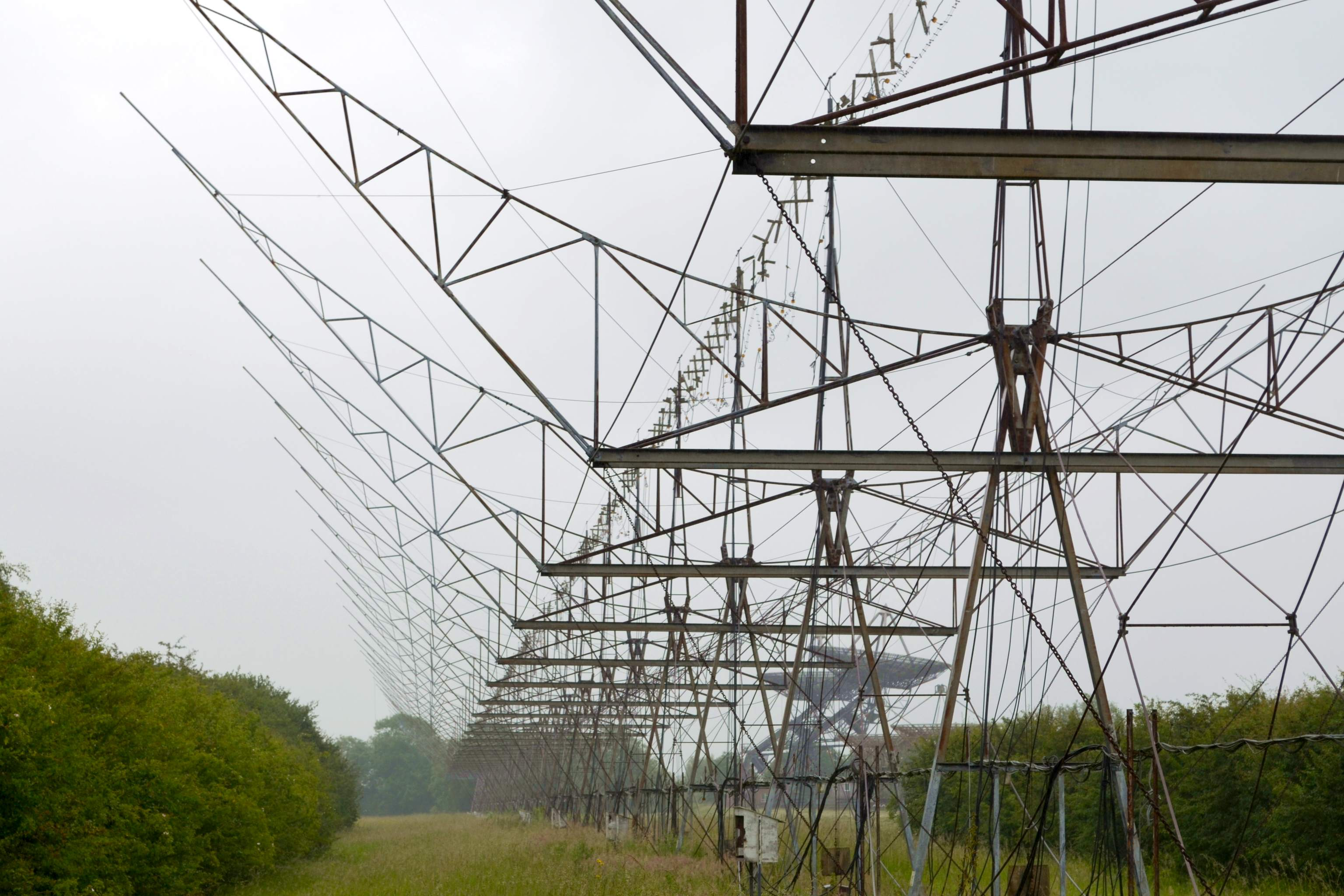
Detail der Reste des  4C Array, mit den Antennen des One-Mile Telescope im Hintergrund
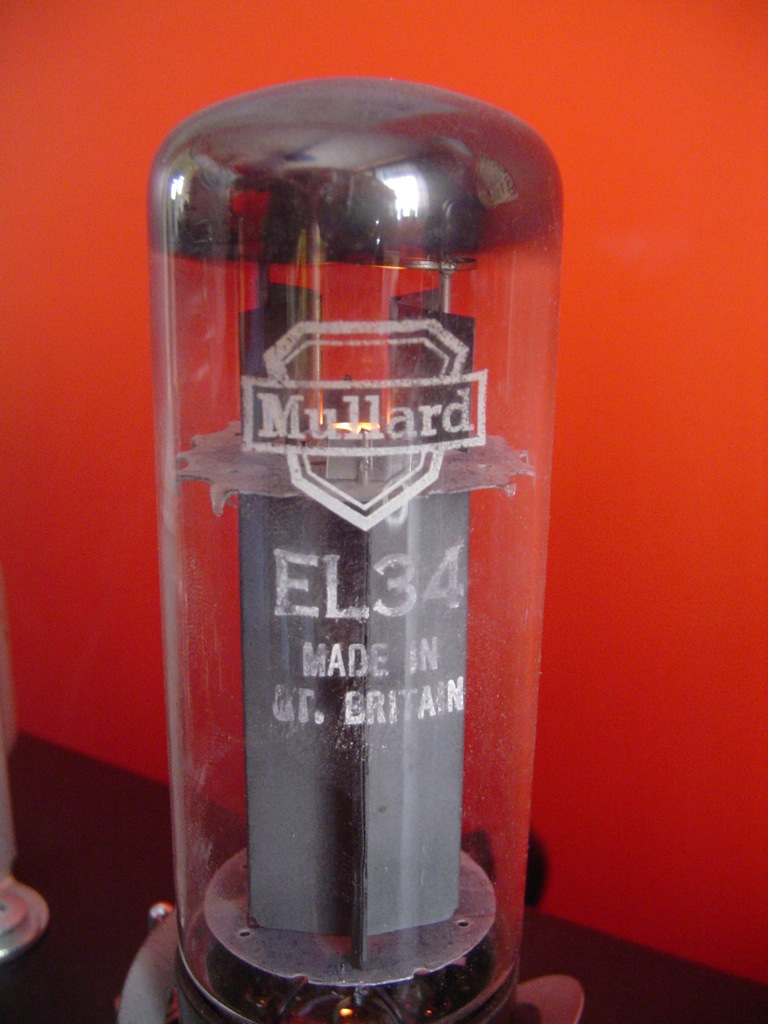
Mullard EL34 Hochleistungs-Pentode, die von der Firma Mullard produziert wurde
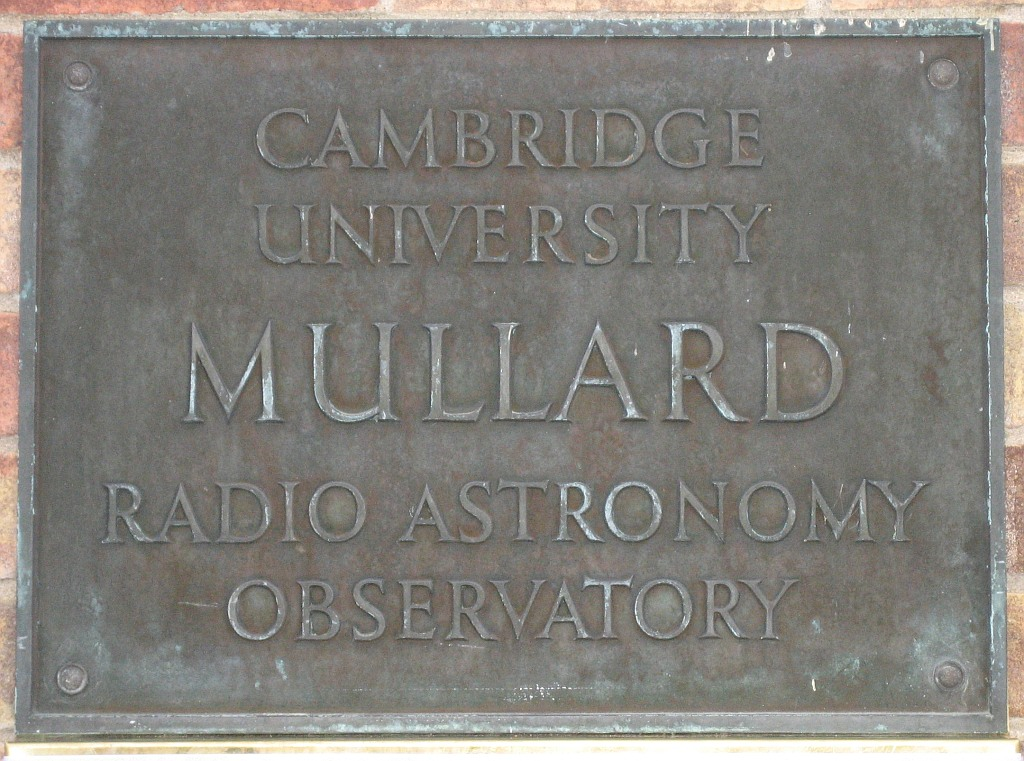
Plakette der Mullard Foundation
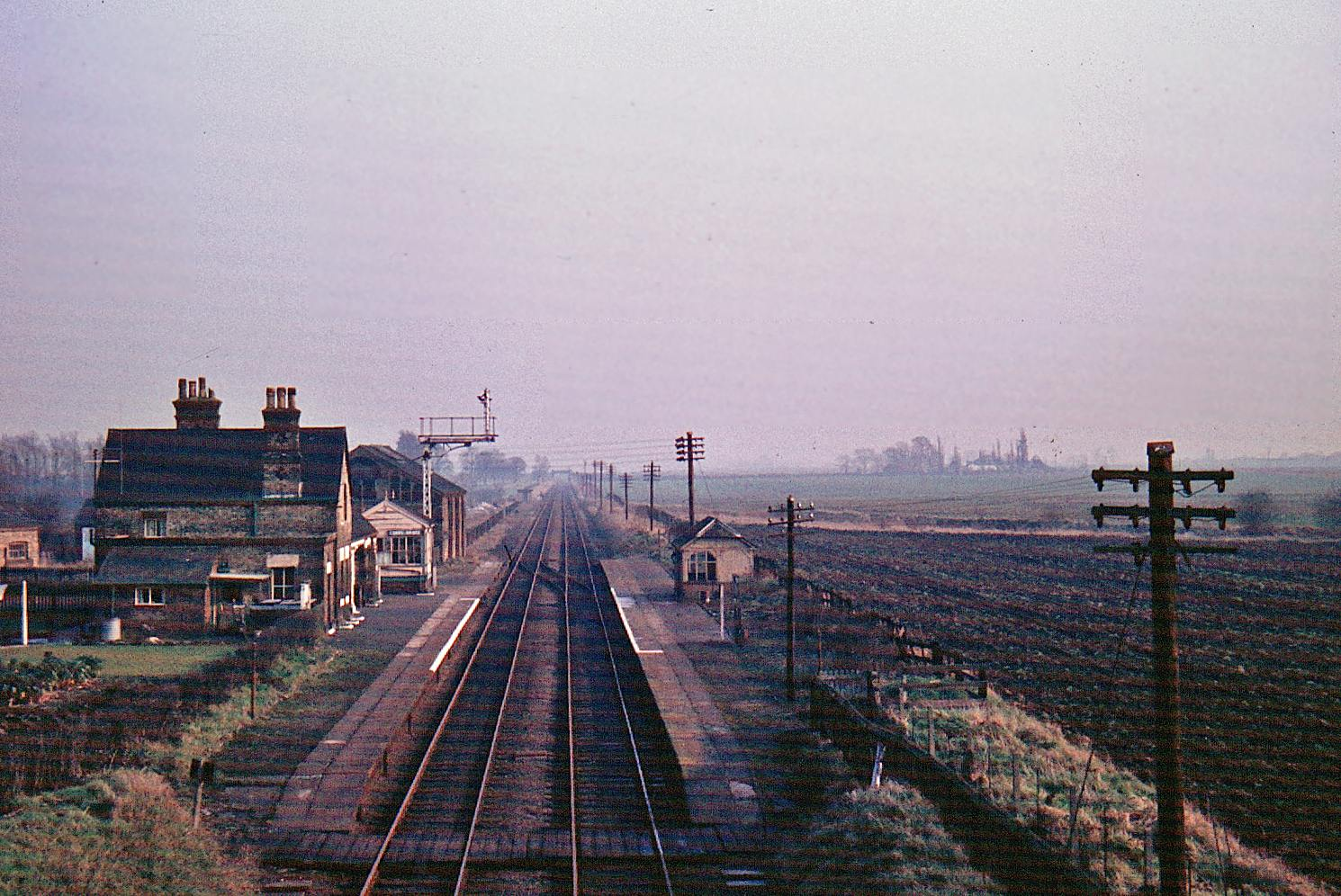
Lord´s Bridge Bahnstation 1967
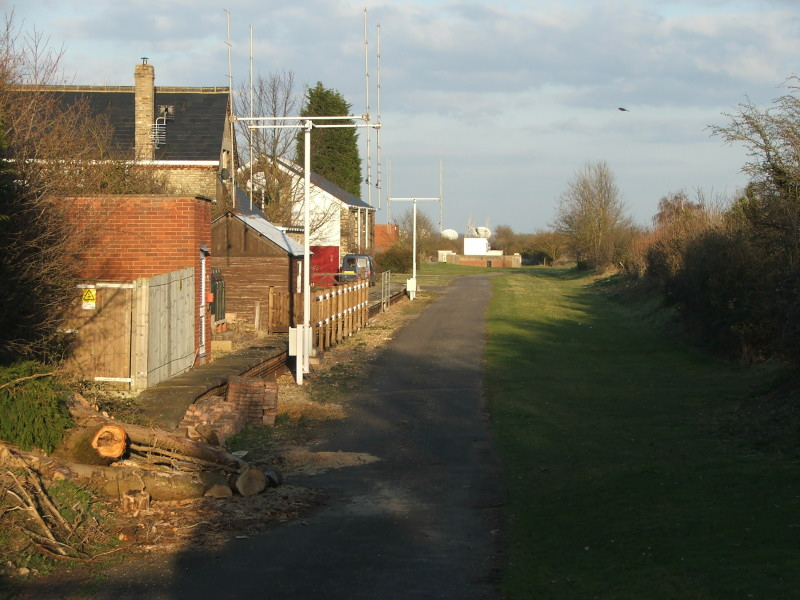
Lord´s Bridge Bahnstation 2009